# Idrissa Ouedraogo
Pour les articles homonymes, voir Ouedraogo.
Pour le coureur cycliste homonyme, voir Idrissa Ouedraogo (cyclisme)
Idrissa Ouédraogo est un réalisateur burkinabè, né le 21 janvier 1954 à Banfora au Burkina Faso et mort le 18 février 2018 (à 64 ans) à Ouagadougou,. Son œuvre aborde souvent le conflit entre la vie rurale et la vie urbaine, la tradition et la modernité dans son pays natal, le Burkina Faso, et ailleurs en Afrique. Il est surtout reconnu pour son long métrage Tilaï, qui remporte le grand prix au Festival de Cannes en 1990, et Samba Traoré en 1992, qui est nommé pour l'Ours d'argent au 43e Festival international du film de Berlin.

## Biographie

### Enfance et études
Idrissa Ouédraogo naît à Banfora, en 1954. Son enfance se déroule dans la ville de Ouahigouya, située dans la région nord de son pays natal. Il tournera ses films (aux décors africains) dans cette région. En 1976, il obtient un baccalauréat en arts. Dans l'espoir d'offrir à leur fils des perspectives meilleures, ses parents, agriculteurs de profession, l'envoient à Ouagadougou pour poursuivre ses études. Là-bas, il intègre l'Institut africain d'études cinématographiques (LAFEC), dont il achève le cursus en 1981, il sort major de sa promotion en obtenant une maîtrise. Il part ensuite suivre un stage au VGIK (Institut fédéral d'État du cinéma) de Moscou, et séjourne à Kiev quelque temps. Puis il va en France suivre les cours à l'Institut des hautes études cinématographiques (Idhec-Fémis) et à la Sorbonne, Paris I. Il obtient un DEA de cinéma en 1985.

### Carrière
Pour son projet de film de fin d'études, Idrissa Ouédraogo crée la société de production "Les Films de l'Avenir", qui ultérieurement évolue sous le nom de "Les Films de la Plaine". Ce court-métrage de fiction, intitulé Poko, remporte le prix du meilleur court-métrage au Festival panafricain du cinéma et de la télévision de Ouagadougou (FESPACO). Dans la même période, il intègre le corps des fonctionnaires à la Direction de la Production Cinématographique du Burkina Faso, où il réalise plusieurs courts-métrages documentaires,. Son premier court métrage est Pourquoi sorti en 1981.
Par la suite, Ouédraogo réalise une série de courts métrages, comprenant notamment Les Écuelles (1983), Les Funérailles du Larle Naaba (1984), Ouagadougou, Ouaga deux roues (1985) et Issa le tisserand (1985). Son ultime court métrage, Tenga (1985), parcourt le retour d'un villageois dans sa communauté d'origine après avoir vécu en ville.
En 1986, il réalise son premier long métrage, Yam Daabo (Le Choix). Deux ans plus tard, Yaaba voit le jour : ce film se voit décerner le prix de la critique au Festival de Cannes en 1989 ainsi que le prix du public au FESPACO la même année. En 1990, il réalise Tilaï, une adaptation d'une tragédie grecque dans le contexte africain contemporain, qui lui vaut le Grand Prix du Jury à Cannes en 1990, le Prix du meilleur long métrage au 1er Festival du cinéma africain de Milan en 1991, ainsi que l’Étalon de Yennenga la même année.
En 1991, il met en scène La Tragédie du roi Christophe d'Aimé Césaire à la Comédie-Française. Samba Traoré, en 1993, le film est bien accueilli, se voyant nommé pour l'Ours d'argent au 43e Festival international du film de Berlin. Idrissa Ouedraogo  poursuit avec son film  Le Cri du cœur, tourné en 1994, qui remporte l'année suivante le prix du public lors du 5e Festival du cinéma africain de Milan. Lors de la 8e édition de ce festival, en 1998, il reçoit le Prix du meilleur long métrage pour Kini et Adams (1997). En 2001, il produit et réalise la série à succès Kadi Jolie. En 2002, il contribue au film de réflexion collective 11'09"01 - September 11 sur les attentats terroristes de New York en septembre 2001. En 2003, il préside le grand jury du Fespaco, présentant également son film La Colère des Dieux. En collaboration avec Issa Traoré de Brahima, la série Trois hommes, un village remporte le prix spécial du jury série ou sitcom au FESPACO en 2005. Il est honoré en tant que commandeur de l’ordre national du Burkina Faso et chevalier de l'ordre des Arts et des Lettres français.

## Critiques
La production cinématographique d'Idrissa Ouédraogo suscite des critiques, qui soulignent une orientation trop marquée vers l'attrait du public en Afrique et en Occident. Françoise Pfaff, parmi d'autres observateurs, le qualifie de conteur préférant les décors ruraux africains atypiques, illustrés par des scènes telles que « des images monotones de femmes battant du millet ou du maïs. » Selon Pfaff, cette orientation aliène les spectateurs africains tout en ciblant principalement un public non africain. En réponse à ces critiques, Sharon A. Russell plaide en faveur d'Idriss Ouédraogo, soulignant les contraintes auxquelles le réalisateur est confronté pour maintenir son activité cinématographique en Afrique. Russell insiste sur la nécessité pour Ouédraogo de répondre aux exigences de financement de ses projets futurs, tout en reconnaissant son talent pour réaliser des films dans des conditions souvent difficiles.

## Fin de vie et décès
En février 2015, peu avant l'ouverture du 24e Fespaco, Idrissa Ouédraogo annonce son intention de réaliser "un film important" traitant de la colonisation étrangère en Afrique, de la lutte anticoloniale et des figures marquantes de ce mouvement. Dans les années précédant sa disparition, ses proches relèvent son désenchantement à l'égard du cinéma africain contemporain, attribuant cette déception à une présumée insuffisance de talents et de moyens de production.
Le 18 février 2018, vers 5 h 30 GMT, Idrissa Ouédraogo meurt à la clinique Bois à Ouagadougou à l'âge de 64 ans,. Peu après son décès, le président burkinabé, Roch Marc Christian Kaboré, exprime le sentiment que son pays « a perdu un cinéaste d'un immense talent. » Le 20 février, il est inhumé au cimetière de Gounghin. En chemin, le cortège funèbre fait halte près de la place des Cinéastes, à proximité de l'hôtel de ville de Ouagadougou, où il est honoré par le maire de la ville. Le cortège marque également un arrêt devant la porte du Fespaco. Des personnalités politiques, religieuses et artistiques assistent à la procession funéraire, marquée par des honneurs militaires.

## Filmographie

### Réalisateur

#### Longs métrages
- 1986 : Yam Daabo (Le choix)
- 1989 : Yaaba (Grand-mère)
- 1990 : Tilaï (La loi)
- 1991 : A Karim Na Sala (Karim et Sala)
- 1992 : Samba Traoré
- 1994 : Le Cri du cœur
- 1997 : Kini et Adams
- 2000 : Le monde à l'endroit
- 2003 : La Colère des dieux
- 2006 : Kato, Kato

#### Courts métrages, documentaires et films collectifs
- 1981 : Poko
- 1981 : Pourquoi?
- 1983 : Les Écuelles, documentaire
- 1983 : Les Funérailles du Larle Naba, documentaire
- 1984 : Issa le tisserand, docu-fiction
- 1985 : Ouagadougou, Ouaga deux roues, documentaire
- 1986 : Tenga
- 1991 : Obi
- 1994 : Afrique, mon Afrique
- 1994 : Gorki
- 1995 : film collectif Lumière et Compagnie (un segment)
- 1996 : Samba et Leuk le lièvre avec Jean-Louis Bompoint, animation
- 1997 : scénarios du sahel: Pour une fois
- 1997 : scénarios du sahel: La Boutique
- 1997 : scénarios du sahel: Le gros et le maigre
- 1997 : scénarios du sahel: Le Guerrier
- 1997 : Les Parias du cinéma (un segment)
- 2000 : scénarios du sahel: Conseils d'une tante
- 2001 : 100 jours pour convaincre, cent très courts films contre le Sida
- 2001 : Le marché du deux roues au Burkina
- 2002 : film collectif 11'09"01 - September 11 (un segment)
- 2008 : L'Anniversaire

#### Télévision
- 1999: Entre l'arbre et l'écorce (programme de télévision)
- 1999: Kadi Jolie (série télévisée)
- 2005: Trois Hommes, un village avec Issa Traoré de Brahima

### Producteur
- 1989: Yaaba (Grand-mère)
- 1990: Tilaï (La loi)
- 1992: Samba Traoré
- 1995: Guimba, un tyran, une époque, réalisation : Cheick Oumar Sissoko
- 2003: Kounandi, réalisation : Appoline Traoré
- 2003: Sous la clarté de la lune, réalisation : Appoline Traoré
- 2006: Kato, Kato

## Distinctions

### Récompenses
Poko, 1981
- Prix du meilleur court-métrage au FESPACO[15]
- Prix de la Critique Internationale[16],[5]
- Mention spéciale de l’Institut culturel africain (ICA)[16],[5]

Écuelles (les), 1983
- Prix Kodak Musée de l’Homme[16][réf. à confirmer]
- Grand prix Documentaire à Melbourne[16][réf. à confirmer]
- Prix de la Fédération internationale des ciné-clubs d’Oberhausen[16][réf. à confirmer]
- Grand prix du court-métrage à Nevers[16][réf. à confirmer]

Issa le tisserand, 1984
- Prix de l’Institut culturel africain (ICA)[16],[5]
- Prix de l’Agence de coopération culturelle et technique (ACCT)[16],[5]
- Prix de la Critique Internationale[16],[5]
- Cauri 85[5][réf. à confirmer]

Yam Daabo, 1986
- Prix Georges-Sadoul[16]
- Prix de l’OCIC[16][réf. à confirmer]
- Prix du 7e Art FESPACO 1987[15]
- Prix de la meilleure musique FESPACO 1987[15]
- Prix de l’Unicef[16][réf. à confirmer]
- Prix de la ville de Ouagadougou[16][réf. à confirmer]
- Prix OUA (Tunisie)[16][réf. à confirmer]
- Prix du CIERTO[16][réf. à confirmer]
- Prix UNESCO[16][réf. à confirmer]
- Corride d’Argent au Festival du Film de Taormine[16][réf. à confirmer]

Yaaba, 1989
- Prix spécial du Jury, prix du public et prix de la meilleure musique FESPACO[15]
- Prix de la Critique Internationale (FIPRESCI)[17]
- Prix d'or au Festival international du film de Tokyo[17]
- Prix du Jury œcuménique - Mention spéciale[5][réf. à confirmer]

Tilaï, 1990
- Prix Afrique[16][réf. à confirmer]
- Prix OCIC[16][réf. à confirmer]
- Grand Prix au Festival de Cannes 1990[18]
- Prix du meilleur long métrage au 1er Festival du cinéma africain, d’Asie et d’Amérique latine de Milan en 1991[19]
- Étalon de Yennenga, Grand prix du FESPACO 1991[15]

Samba Traoré, 1992
- Tanit d’Argent aux Journées cinématographiques de Carthage[16][réf. à confirmer]
- Ours d’Argent au Festival international du film de Berlin[17]

Le Cri du cœur, 1994
- Prix OCIC à la Mostra de Venise[17]
- Prix du public lors du 5e Festival du cinéma africain, d’Asie et d’Amérique latine de Milan 1995[19]

Kini et Adams, 1997
- Prix du meilleur long métrage lors du 8e Festival du cinéma africain, d’Asie et d’Amérique latine de Milan 1998[19]
- Prix du jury au Festival international du Film des Bermudes 1998[17]

11'09"01 - September 11,2002
- Prix UNESCO à la Mostra de Venise[17]

Trois Hommes, un village, 2005
- Prix spécial du jury série ou sitcom FESPACO avec Issa Traoré de Brahima[15]

### Décorations
- Première classe de l’ordre national du Burkina Faso.
- Première classe de l’Ordre tunisien du mérite (2016)[20].
- Chevalier de l'ordre des Arts et des Lettres (France).